# Desouk
Desouk (Arabisch: دسوق), ook wel geschreven als Disuq, is een plaats in Noord-Egypte, aan de Rosetta-aftakking van de rivier de Nijl. De plaats ligt ongeveer 85 kilometer ten oosten van Alexandrië.